# Pakleni rečnik
Dictionnaire Infernal (srp. Pakleni Rečnik) je knjiga o demonologiji, organizovana po paklenoj hijerarhiji. Napisao ju je Žak Ogist Simon Kolin De Plansi, i knjiga je prvi put objavljena 1818. godine. Postoji nekoliko izdanja ove knjige, ali je najverovatnije najpoznatije ono izdanje objavljeno 1863. godine, u kome su šesdeset devet ilustracija dodate u knjizi. Te ilustracije su crteži koji pokušavaju da oslikaju opise izgleda od nekoliko demona. Mnoge od tih ilustracija su kasnije upotrebljene u izdanju Manjeg Solomonovog Ključa, Samuela Lidela Makgregora Matersa, mada su neke od tih slika uklonjene.
Knjiga je prvi put objavljena 1818. godine, a za tim podeljena na dva toma, sa šest preštampavanja i puno izmenjivanja između 1818. i 1863. godine. Ova knjiga pokušava da pruži izveštaj o svem znanju koje se tiče predznaka, praznoverovanja i demonologije.
Recenzija objavljenja 1822. godine kaže: 
| „ | Anecdotes du dix-neuvième siècle ou historiettes inédites, anedoctes récentes, traits et mots peu connus, aventures singulières, citations, rapprochements divers et pièces curieuses, pour servir à l'histoire des mœurs et de l'esprit du siècle où nous vivons comparé aux siècles passés Anekdote devetnaestog veka ili priče, skorije anekdote, karakteristike i manje poznate reči, pojedinačne avanture, razni citati, kompilacije i zanimljiva dela, koriste se za istoriju običaja i shvatanje veka u kom živimo, upoređeni sa prošlim vekovima. | ” |

Na naslovnici sa izdanja iz 1826. godine piše:
| „ | Dictionnaire infernal ou Bibliothèque Universelle sur les êtres, les personnages, les livres, les faits et les choses, qui tiennent aux apparitions, à la magie, au commerce de l'enfer, aux divinations, aux sciences secrètes, aux grimoires, aux prodiges, aux erreurs et aux préjugés, aux traditions et aux contes populaires, aux superstitions diverses, et généralement à toutes les croyances merveilleuses, surprenantes, mystérieuses et surnaturelles Pakleni Rečnik, ili Univerzalna Biblioteka bića, osobina, knjiga, ugovora i uzroka koji se odnose na manifestije i magiju komuniciranja sa Paklom. Proricanje, okultne nauke, grimorijumi, čuda, greške Prirode, predrasude, tradicine, narodna predanja, razna praznoverovanja i u opšte svih oblika čudesnih, iznenađujućih, misterioznih i natprirodnih verovanja. | ” |

Nadahnut Voltarom, Kolin De Plansi nije verovao u većinu takvih praznoverovanja. Za Primer: knjiga uverava i podseća njene savremenike na sve muke Pakla: "Poricati da svakoj duši sledi patnja i nagrada posle smrti jeste isto kao kada bi poricali postojanje Boga. Pošto Bog postoji, to tako mora da bude. Ali bi samo Bog mogao da zna o kakvim kaznama prolazi onaj koji je kriv, ili o mestu koje ih zadržava. Svi katalozi do ovog trenutka navedeni su ništa više od ploda manje-više poremećene mašte. Teolozi neka ostave pesnicima da opišu Pakao, a oni sami neka ne žele da zastrašuju tuđe umove sa gnusnim slikama i poraznim knjigama" (strana 164).
Skepticizam Kolina De Plansija je vremenom izbledeo. Do kraja 1830. godine postao je entuzijastičan rimokatolik, na zaprepašćene svojih bivših obožavalaca.
U kasnijim godinama, De Plansi je izmenio svoje prethodno delo, detaljno pregledavši svoj Pakleni Rečnik da bi ga usaglasio i prilagodio kanonima Rimokatoličke Crkve. Ova drastična izmena je najočiglednija u šestom i poslednjem izdanju ove knjige iz 1863. godine, koje je ukrašeno mnogim gravurama i koje teži da dokaže postojanje demona. Kolin De Plansi je završio svoju karijeru u saradnji sa Abeom Minjonom da bi završio Rečnik Okultnih Nauka ili Teološku Enciklopediju, opisanu od strane nekih kao originalno delo Rimokatoličke doktrine.
Većina članaka u Paklenom Rečniku oslikavaju autorova kolebanja između racionalizma, vere i volje da veruje bez dokaza. Za Primer: on priznaje da hiromantija funkcioniše i da je tačna, ali ne priznaje funkciju i tačnost kartomantije: "Sigurno je da je hiromantija, a posebno fiziognomija, imaju određenu verodostojnost: ove nauke vuku svoje predznake koje se povezuju sa odlikama koje razlikuju i karakterišu ljude, sa crta koje su u napred definisane, a koje su delo Prirode, i taj neko može tome da pridaje važnost, pošto su ti predznaci jedinstveni za svaku pojedinu osobu. Ali karte, samo ljudski predmeti, ne znajući, dakle, ni budućnost, nili sadašnjost, nili prošlost, nemaju ništa od ličnosti osobe koja od njih traži odgovor. Za hiljadu različitih ljudi, one će da imaju isti rezultat - i, ako im postavimo isto pitanje na istu temu, one će da nam proslede dvadeset i više različitih odgovora"(strana 82).

## Lista demona
- Adramelek
- Asmodeus ili Asmodej
- Astarot
- Bael ili Baal
- Behemot
- Belzebut ili Belzebub

1. Abigor, znan i kao Eligos
2. Abraxas-Abrakas
3. Adramelek
4. Agvares
5. Alastor
6. Aloser
7. Amduskijas
8. Amon
9. Andras
10. Asmodej ili Asmodeus
11. Astarot
12. Azazel
13. Bael ili Baal
14. Balan
15. Barbatos
16. Behemot
17. Belfegor
18. Belzebut ili Belzebub
19. Baal-Berit
20. Baijrava-Bejrevra
21. Buer
22. Kakrinolas
23. Kali
24. Kaym
25. Kerber
26. Deumus Deimos
27. Eurinom
28. Flaga
29. Flavros
30. Forkas
31. Furfur
32. Ganga-Grama
33. Garuda
34. Guajota
35. Gomori
36. Haborim
37. Ipes
38. Lamia
39. Lechies
40. Leonard
41. Lucifer
42. Malphas
43. Mammon
44. Marchosias
45. Melchom
46. Moloch
47. Nickar
48. Nybbas
49. Orobas
50. Paimon
51. Picollus
52. Pruflas/Busas
53. Rahovart
54. Ribesal
55. Ronwe
56. Scox
57. Stolas
58. Tap
59. Torngarsuk
60. Ukobach
61. Volac
62. Wall
63. Xaphan
64. Yan-gant-y-tan
65. Zaebos

## Izdanja
- Dictionnaire Infernal –.  978-2-264-02956-0.

## Spoljašnje veze
- Pakleni Rečnik[мртва веза] na Okultopediji.